# Geum japonicum
Geum japonicum là loài thực vật có hoa trong họ Hoa hồng. Loài này được Thunb. mô tả khoa học đầu tiên năm 1784.